# 浦安警察署
浦安警察署（うらやすけいさつしょ）は、千葉県警察が管轄する警察署の一つである。署長は警視で、署内には機動捜査隊南方面機動捜査班及び自動車警ら隊葛南方面隊が置かれている。

## 管轄区域
- 浦安市[1]

## 所在地
- 千葉県浦安市美浜五丁目13番2号[1]

## 庁舎概要
浦安警察署庁舎
- 竣工年：1983年
- 延床面積：3,856m²
- 構造/規模：RC造、地上5階

浦安警察署倉庫
- 竣工年：1983年
- 延床面積：1,304m²
- 構造/規模：S造、地上2階

## 沿革
- 1983年（昭和58年）3月 - 浦安市と市川市行徳地区を管轄する千葉県葛南警察署として市川警察署から分離発足[1]。
- 1995年（平成7年）3月7日 - 市川市行徳地区を管轄する行徳警察署の分離発足に伴い、千葉県浦安警察署に改称[1]。また、管轄区域を浦安市のみに変更[1]。

## 交番
- 浦安駅前交番[2]（浦安市北栄1丁目13番2号）
- 新浦安駅前交番[2]（浦安市入船1丁目2番1号）
- 富岡交番[2]（浦安市富岡3丁目1番8号）- 東日本大震災（東北地方太平洋沖地震・2011年3月11日発生）による液状化被害のため閉鎖されたが再建され、2012年12月19日から新交番として開所した[3]。
- 富士見交番[2]（浦安市富士見2丁目19番6号）
- 舞浜駅前交番[2]（浦安市舞浜28番6）
- 日の出交番[2]（浦安市日の出4丁目1番2号）

## 事件
- 1992年（平成4年）3月5日 - 市川市幸（現在は行徳署管内）で市川一家4人殺害事件が発生。
- 2013年（平成25年）1月9日 - 同署署長の警視が不適切な行為をしたとして県警は警視を警務部付に更迭した[4]。

## 啓発ポスター
2024年、本署管内金融機関防犯協議会および本署の依頼により、東京学館浦安高等学校美術部が電話de詐欺被害防止ポスターを制作した。